# Villareggia
Villareggia – miejscowość i gmina we Włoszech, w regionie Piemont, w prowincji Turyn.
Według danych na rok 2004 gminę zamieszkiwały 963 osoby, 87,5 os./km².